# Madrid Open 1996
Il Madrid Open 1996 è stato un torneo di tennis giocato sulla terra rossa. È stata la 1ª edizione del torneo, che fa parte della categoria Tier II nell'ambito del WTA Tour 1996. Si è giocato a Madrid in Spagna, dal 21 al 25 maggio 1996.

## Campionesse

### Singolare
Jana Novotná ha battuto in finale  Magdalena Maleeva con il punteggio di 4–6, 6–4, 6–3

### Doppio
Jana Novotná /  Arantxa Sánchez Vicario hanno battuto in finale  Sabine Appelmans /  Miriam Oremans con il punteggio di 7–6, 6–2